# Jerzy Kowalewski
Jerzy Kowalewski (ur. 6 maja 1944 w Wołkowysku) – polski skoczek do wody, lekarz, olimpijczyk z Rzymu 1960 i Meksyku 1968.
Wielokrotny mistrz Polski w:
- skokach z trampoliny w latach 1959, 1962-1963, 1965-1967
- skokach z wieży w latach 1959, 1963, 1965-1967, 1970

Brązowy medalista mistrzostw Europy w roku 1966 w konkurencji skoków z  trampoliny.
Brązowy medalista letniej Uniwersjady z roku 1965 w skokach z wieży.
Dwukrotny uczestnik igrzysk olimpijskich:
- w 1960 roku w Rzymie podczas których zajął:
  - 25. miejsce w skokach z trampoliny
  - 15. miejsce w skokach z wieży
- w 1968 roku w Meksyku podczas których zajął:
  - 21. miejsce w skokach z trampoliny
  - 22. miejsce w skokach z wieży